# Cancerföreningen i Stockholm

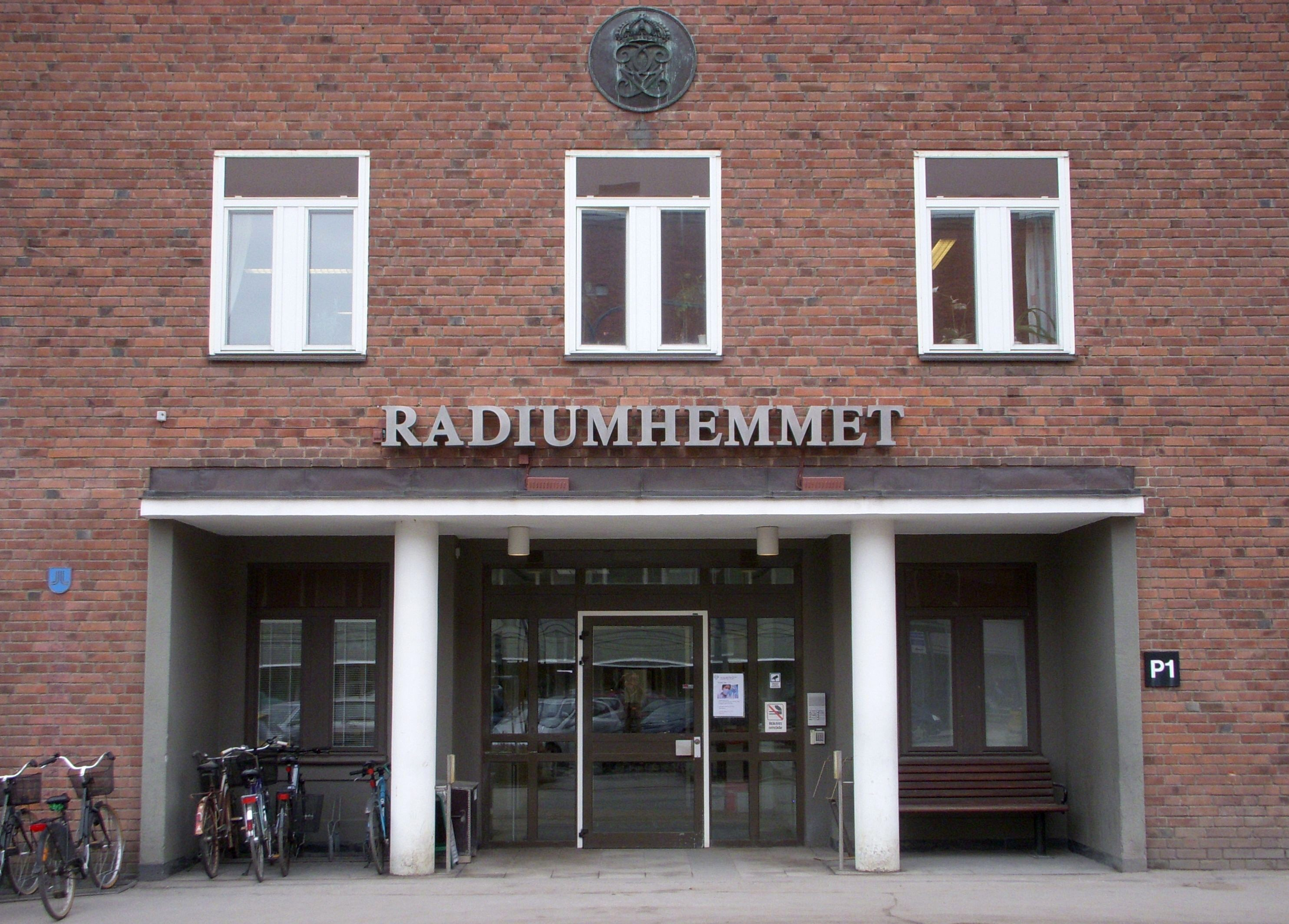
Radiumhemmet är Cancerföreningens hemvist

Cancerföreningen i Stockholm är en ideell organisation, som bildades 1910, det är Sveriges äldsta cancerförening. I dag stöder föreningen den kliniska, patientrelaterade cancerforskningen. Verksamheten bedrivs vid Radiumhemmet i Stockholm och i viss mån vid andra kliniker i Sverige.
Initiativet till Svenska Cancerföreningen togs av kirurgen professor John Berg efter en studieresa om kräftforskning till  Berlin 1908. Sveriges drottning Victoria bekostade resan. Svenska Cancerföreningens Stockholmsavdelning bildades den 2 juni 1910 med John Berg som ordförande och Gösta Forssell som sekreterare. Efter några år övertog Stockholmsavdelningen alla aktiviteter och den riksomfattande Svenska Cancerföreningen upplöstes; därefter var namnet enbart Cancerföreningen i Stockholm.
År 1910 övertog föreningen över driften av Radiumhemmet som då låg vid Scheelegatan 10 på Kungsholmen. Föreningen drev Radiumhemmet under nästan trettio år. Tillsammans med Konung Gustaf V:s Jubileumsfond som instiftades 1928, svarade Cancerföreningen i Stockholm för Radiumhemmets nuvarande anläggningar på Karolinska sjukhusets område. Radiumhemmet flyttade 1938 från sina trånga lokaler vid Fjällgatan till Sveriges då modernaste sjukhus och samtidigt övertog Stockholms läns landsting driften från föreningen.
Cancerföreningen i Stockholm är skattebefriad och delar ut mellan 18 och 25 miljoner kronor årligen. Föreningens kontorslokaler står att finna i Radiumhemmet och föreningens beskyddare är kung Carl XVI Gustaf.